# اسدالله تقی‌زاده
اسداله تقی‌زاده یا اسعدالله یک محیط بان است که نام کامل او در روزنامه‌ها و وبسایتها اسدالله تقی‌زاده، اسعد تقی‌زاده، ساعد تقی‌زاده، یا به اختصار محیط بان دنا آمده‌است. اسد تقی‌زاده به صورت قراردادی در استخدام سازمان حفاظت محیط زیست ایران بوده‌است. 
در مرداد سال ۱۳۸۶ محل خدمت او در پاسگاه حفاظتی خاریدون در منطقه‌ای کوهستانی مشرف به رشته کوه دنا بوده که در منطقه حفاظت شده دنا قرار دارد. این منطقه به علت تنوع زیستی قابل توجه از سوی یونسکو به عنوان ذخیره گاه زیستکره ثبت شده‌است. او به اتفاق دو همکارش در گشت با پنج نفر از شکارچیان مواجه شدند. شکارچیان به سمت آن‌ها تیراندازی کردند و تقی‌زاده آتش آن‌ها را با گلوله‌ای پاسخ داد که یکی از شکارچیان را از ناحیه شکم مجروح کرد و او بر اثر این جراحت جان باخت. صدور حکم اعدام برای او و تأیید آن توسط دیوان عالی کشور در مهرماه ۱۳۹۰ توجه مردم ایران را به شرایط محیط بانان و نبود قوانین لازم برای حمایت از آن‌ها در سازمان محیط زیست جلب کرد. او در نهایت با رضایت اولیای دم آزاد شد.

## جریان پرونده قضایی
دادگاه بدوی کهگیلویه و بویراحمد در یاسوج با استناد به این که اسد دارای مجوز حمل اسلحه نبوده و اسلحه را همکار وی که مجوز داشته در اختیارش گذاشته، حادثه را قتل عمد تشخیص داد و او را به قصاص نفس محکوم کرد. در مورد قتل عمد این مجازات اعدام به وسیلهٔ طناب دار است. دیوان عالی کشور یک بار این خکم را نقض کرد امادر دادرسی مجدد پرونده به شعبه‌ای هم ارز در استان فارس ارسال شد که در آنجا برای او دوباره حکم قصاص صادر شد. سرانجام در نیمه مهرماه ۱۳۹۰ پس از بیش از چهار سال انتظار وی در زندان یاسوج، دیوان عالی کشور حکم قصاص او را تأیید کرد. در آن زمان دادستان عمومی و انقلاب یاسوج اعلام کرد که این حکم تا دو هفته دیگر اجرا خواهد شد. پس از چندی علی سمیعی، سرپرست دفتر حقوقی سازمان محیط زیست، در مصاحبه‌ای گفت که اجرای این حکم دست کم یک سال به طول خواهد انجامید، سازمان او در این مدت رضایت خانواده مقتول را جلب خواهد کرد، و این محیط بان اعدام نخواهد شد.

## مردم و سازمانهای مردم نهاد
از تاریخ ۱۵ مهر ۱۳۹۰ که فعالان محیط زیست ایران از تأیید حکم قصاص تقی‌زاده آگاه شدند آغاز به نوشتن نامه‌های جمعی به نهادهای قضایی ایران، مسوولان دولتی سازمان محیط زیست، و حتی خانواده شاکی پرونده تقی‌زاده نمودند. پای برخی از این نامه‌ها امضای بیش از هزار نفر از فعالان شناخته شده محیط زیست به چشم می‌خورد. این تلاشها پرونده تقی‌زاده را از انزوای زندان یاسوج به جایی رساند که برخی از مقامات سازمان محیط زیست و همچنین نمایندگان مجلس شورای اسلامی در مورد آن اظهار نظر کردند.

## حقایقی که در جریان دادرسی نادیده گرفته شد
با نگاهی اجمالی به حقایق فاش شده از پرونده قضایی تقی‌زاده درمی یابیم که به چه علت اکثریت قریب به اتفاق کسانی که در جریان آن قرار گرفته‌اند حکم بر بی گناهی تقی‌زاده می‌دهند. نخستین حقیقتی که در صدور این حکم نادیده انگاشته شده این است که شکارچیان پیش از این که شروع به تیراندازی کنند مرتکب تخلفاتی آشکار شده بودند. یکی این که آنان در غیر از فصل شکار در یک منطقه حفاظت شده تیر اندازی کرده بودند.
دوم این که زمانی که محیط بانها شکارچیان را دیدند، آن‌ها در حال حمل یک رأس کل بودند که آن را به صورت غیرقانونی شکار کرده بودند. این به معنای جرم مشهود است و محیط بانان که ضابط قضایی نیز هستند موظف به برخورد با آن و تحویل متخلفان به مراجع انتظامی و قضایی هستند.
سوم این که شکارچیان در برابر درخواست محیط بانان که از زحمتکش‌ترین قشر خادمان مردم هستند مبنی بر تسلیم خود و زمین گذاشتن اسلحه و حیوان شکار شده ممانعت کردند و ابتدا با فحاشی و سپس با تیراندازی به آنان که در حال انجام مأموریت بوده و لباس خدمت دولت را برتن داشته‌اند توهین و تعرض نموده‌اند.
چهارم این که این تعرض آنان که شلیک گلوله با اسلحه گرم بوده بدون شک یک تهدید جانی بسیار جدی برای اسد تقی‌زاده و دو محیط بان دیگر بوده‌است. اسد نه تنها به حکم دفاع از جان خود بلکه به حکم وظیفه در دفاع از جان همکارانش می‌بایست پاسخ آتش متعرضان را با شلیک گلوله می‌داده.
پنجم این که طرف متعارض از نظر تعداد بیشتر از طرف مدافع بوده و این خود بر لزوم پاسخی درخور به متعارضان صحه می‌گذارد زیرا این احتمال در زمان حادثه معقول بوده که در صورتی که گلوله‌ای از سمت محیط بانان به شکارچیان شلیک نشود آنان باادامه تیراندازی و نزدیکتر شدن به محیط بانان آنان را زمینگیر کرده و با استفاده از سلاحهای گرم و سرد آنان را از پای در آورند.
ششم این که گلوله از فاصله دوری شلیک شده و از جلو به بدن مقتول وارد شده‌است که این نیز دلیلی بر وقوع درگیری آتشین و رودررو از هر دو طرف است.
هفتم این که محیط بانان در بالای شیب کوهستانی و شکارچیان در پایین آن قرار داشته‌اند. بنا به قاعده طبیعی حاکم بر حرکت پرتابه، مانند گلولهٔ شلیک شده از دهانهٔ یک اسلحه، گلوله به محلی بالاتر از آنچه از خط نشانه، از شکاف درجه و نوک مگسک به چشم می‌آید برخورد می‌کند. زیرا اسلحه برای شرایطی تنظیم و قلق گیری می‌شود که تیرانداز و هدف دی یک خط تراز ارتفاعی قرار داشتع باشند. هرگونه انحراف از این هم ترازی موجب خطای نشانه روی است. این موضوع نیز توضیح دهنده این است که چرا با وجود این که محیط بان پای فرد معارض را نشانه رفته، اما گلوله به یک وجب بالاتر از خط کمربند وی اصابت کرده و برخلاف انتظار جراحتی منجر به مرگ ایجاد کرده.
هشتم این که محیط بان اسد تقی‌زاده هیچ نوع کینه قبلی یا خصومت شخصی با مقتول نداشته که انگیزه ساز ارتکاب متعامدانه قتل او باشد.
با وجود همه این ادله محکمه که حتی وجود یکی از آن‌ها در بسیاری از پرونده‌های قضایی مشهور منجر به اعلام برائت متهم از اتهام قتل عمد شده و می‌شود در این پرونده حکم به گناهکاری محیط بان اسد تقی‌زاده داده شده و وی به قصاص نفس محکوم شده.

## گردش نگاه افکار عمومی به محیط بانان و جنگلبانان
در حاشیه نگرانیهایی که در مورد اسد تقی‌زاده بیان شد، برخی حقایق در مورد محیط بانان و جنگلبانان که تا آن هنگام به دور از چشم عموم بود بر ملا شد. محیط بانان و جنگلبانان در هرم اداری سازمانهای متبوع خود در جایگاهی فرودست هستند. بسیاری از آنان از روی علاقه‌ای که به جنگلها و حیات وحش دارند به این شغل روی آورده‌اند. آن‌ها به دور از کاشانه و خانواده خود، در شرایطی طاقت فرسا، و با امکانات و تجهیزات بسیار ناچیز زندگی و کار می‌کنند. بسیار ی از این افراد از جوامع محلی روستایی جذب گردیده‌اند و در سازمان خود از امکان ارتقای شغلی و آموزشهای ضمن خدمت مناسبی برخوردار نیستند. سرانه زمینی که باید از آن پاسداری کنند چهار تا پنج برابر میانگین جهانی است. اسلحه سازمانی آن‌ها تفنگهای میان برد است و در برابر تفنگهای دوربرد، دوربین دار، و اسلحه‌های نظامی مدرن که شکارچیان، قاچاقچیان، و دیگر کسانی که به آن‌ها تیراندازی می‌کنند در استفاده دارند در حکم یک اسباب بازی بیش نیست. جوازی که آنان برای حمل و کاربری اسلحه دارند نیز به آنان اجازه نمی‌دهد که در درگیری با متجاوزان مسلح به سوی آنان تیراندازی کنند. گویی که اسلحه را به محیط بان داده‌اند تا با آن حیوانات را شکار کند در حالی که حیوانات برای محیطبانان و جنگلبانان به ندرت خطری می‌آفرینند که با یک چوبدست نتوان آن را برطرف کرد. از سوی دیگر آنان افرادی بسیار دلسوز و مهربان با جانداران هستند و حتی با وجود همراه داشتن اسلحه هیچ‌گاه خود را محاز ندانسته‌اند که از آن برای کشتن یا حتی ترساندن حیوانی که حالی غیرعادی دارد استفاده کنند. آنان به علت زندگی در زیستگاه حیوانات با رفتار آنان آشنایی کامل دارند اما تنها موجودی که آن‌ها را به دردسر می‌اندازد انسان دوپا و طمعکار است. آمار می‌گوید که از ابتدای تأسیس سازمانهای حفاظت محیط زیست و مراتع و جنگلها تاکنون ۱۲۰ محیط بان و بیش از ۴۲۰ جنگلبان توسط شکارچیان و قاچاقچیان چوب کشته شده‌اند. تعداد افرادی که در این درگیریها دچار نقص عضو یا معلولیت شده‌اند نیز باید حدود چهار برابر این رقم باشد. این درحالیست که تعداد کل محیط بانان ایران در سراسر کشور و در این تاریخ حدود ۲۳۰۰ نفر است. به این ترتیب محیط بانی خطرناکترین شغل در جمهوری اسلامی ایران است. قاتلان این افراد که بیشتر آنان را به صورت عامدانه و در درگیریهایی نابرابر به خاک و خون کشیده‌اند اما کاملاً آزاد هستند و مراجع قانونی در طول تمام این سال‌ها تلاشی درخور برای پی بردن به هویت آنان، دستگیری، و مجازاتشان ننموده‌اند. از طرفی اگر محیطبانی یا جنگلبانانی یک معارض مسلح را هدف قرار دهد و او را به هلاکت برساند مرتکب قتل عمد شده و از طرف دیگر اگر او در جریان یک درگیری کشته شود از شهادت برای وطن باید تنها به اعطای یک لقب خشنود باشد. تجربیات گذشته نشان می‌دهد که پیکر شهدای محیط زیست در گورستان عادی و نه در قطعه شهدا به خاک سپرده می‌شود و خانواده آن‌ها در حمایت بنیاد شهید قرار نمی‌گیرند. هر چند که گفته‌ای اخیر برخی از مقامات دولتی در حاشیه موضوع پروندهٔ اسد تقی‌زاده برخلاف این است.

## بخشش و آزادی از زندان
در تاریخ ۱۶ اسفند ۱۳۹۴، با رضایت اولیای دم مقتول مجتبی رضایی نیک، محیط بان اسدالله تقی‌زاده مورد بخشش قرار گرفت و در تاریخ دوشنبه ۱۷ اسفند ۱۳۹۴ بعد از تحمل ۷ سال زندانی، از زندان یاسوج آزاد شد.